# Chinesische Universität für Geowissenschaften (Peking)
Die Chinesische Universität für Geowissenschaften (Peking), kurz CUGB, ist eine chinesische Nationaluniversität, die direkt dem chinesischen Bildungsministerium untersteht. Die Universität bietet 56 Bachelorstudiengänge, 34 Masterstudiengänge und 16 Promotionsprogramme in verschiedenen Fachbereichen wie Geologie, Geophysik, Geomatik, Ökologie, Edelsteindesign, Naturressourcen, Umweltwissenschaften, Bauingenieurwesen, Materialwissenschaften, Informatik, Wirtschaftswissenschaften, Rechtswissenschaften, Psychologie und vielen anderen an. Sie hat etwa 17.000 Vollzeitstudenten, darunter 8.000 Bachelorstudenten. Die Universität verfügt über 1.700 Fakultätsmitglieder und Lehrkräfte, darunter 11 Akademiker der Chinesischen Akademie der Wissenschaften. Bis 2005 teilte die CUGB eine gemeinsame Geschichte mit der Chinesische Universität für Geowissenschaften (CUG) in Wuhan, aber derzeit werden CUGB und CUG normalerweise als separate Einheiten betrachtet.
Der Hauptcampus der Universität befindet sich im Bezirk Haidian in Peking. Ein neuer Campus in Xiong’an befindet sich im Bau und soll 2025 eröffnet werden.